# 井出道雄
井出 道雄（いで みちお、1950年 - ）は日本の農林水産官僚。(一財)日本穀物検定協会代表理事会長、農林水産事務次官、日本中央競馬会副理事長を歴任。みずほ銀行顧問。

## 人物
1975年農林省入省。1995年食糧庁主計課長となる。その後各課課長を経て、2001年食糧庁計画流通部長。2005年経営局長。官房長、林野庁長官を経て、事務次官に就任。2010年辞職。

## 略歴
- 神奈川県立湘南高等学校卒業[6]
- 東京大学法学部卒業
- 1975年（昭和50年）4月：農林省入省
- 畜産局牛乳乳製品課課長補佐（総括・総務）
- 内閣法制局第4部参事官
- 1995年（平成7年）：食糧庁管理部主計課長
- 1996年（平成8年）：食糧庁総務部主計課長
- 畜産局牛乳乳製品課長
- 1998年（平成10年）：構造改善局農政部農政課長
- 1999年（平成11年）：大臣官房予算課長
- 2001年（平成13年）：食糧庁計画流通部長
- 2003年（平成15年）：食糧庁総務部長
- 2003年（平成15年）：生産局畜産部長
- 2004年（平成16年）：大臣官房総括審議官
- 2005年（平成17年）：経営局長
- 2006年（平成18年）：大臣官房長
- 2008年（平成20年）1月：林野庁長官
- 2008年（平成20年）9月：農林水産事務次官
- 2010年（平成22年）7月：辞職
- 日本中央競馬会副理事
- 2016年7月：日本穀物検定協会会長
- 2022年（令和4年）11月：瑞宝重光章受章[7]
- 2023年：日本畜産物輸出促進協会会長